# Cymones perrieri
Cymones perrieri is een keversoort uit de familie zwamkevers (Endomychidae). De wetenschappelijke naam van de soort werd in 1902 gepubliceerd door Léon Marc Herminie Fairmaire.